# RAID
RAID, pronunțat /ˈreid/ (v. AFI), este un acronim de la expresia engleză „Redundant Array of Inexpensive Disks”, mai târziu redenumită „Redundant Array of Independent Disks”, care înseamnă o configurație (matrice) de discuri dure (HDD) specială, menită să ofere scurtarea timpilor de acces la date precum și toleranță mai bună la erori. La fel ca și discurile dure individuale, matricele RAID sunt utilizate la stocarea datelor de calculator.

## Introducere
Conceptul RAID combină mai multe discuri dure (HDD) fizice într-o singură unitate de discuri logică cu o capacitate de stocare mai mare, folosind o componentă hardware sau o aplicație software. Soluțiile hardware sunt proiectate cu scopul de a se prezenta sistemului la care sunt atașate ca un singur disc dur mare, cu alte caracteristici de stocare, fără ca sistemul de operare să aibă nevoie să cunoască arhitectura fizică reală. Sistemele RAID reprezintă o virtualizare a discurilor dure reale înglobate. Soluțiile software sunt implementate în sistemul de operare, dar aplicațiile utilizează arhitectura RAID ca o singură unitate.
Există trei tipuri principale de RAID:
- "mirroring'" (cu oglindire = stocarea automată a unei copii a datelor pe alte HDD-uri),
- "data striping" (date întrețesute = distribuirea datelor pe mai multe HDD-uri) și
- "error correction" (cu corectarea erorilor, pentru care se prevăd discuri de verificare suplimentare care stochează informațiile necesare detectării și corectării eventualelor erori).

Diferitele niveluri RAID folosesc unul sau mai multe dintre tipurile enumerate mai sus, în funcție de cerințele sistemului. Scopul principal în folosirea arhitecturii RAID este mărirea siguranței datelor, important pentru protejarea informațiilor critice pentru afaceri, de exemplu o bază de date a comenzilor date de clienți; sau a măriri vitezei, de exemplu un sistem care transmite la cerere diverse emisiuni TV către diverși telespectatori online ("TV on demand").
Diferitele configurații afectează stabilitatea și performanța (viteza de acces) în mod diferit. Riscul la folosirea în paralel a mai multor discuri este creșterea probabilității ca unul dintre ele să se strice; folosind funcții automate de detectare a erorilor, întreg sistemul poate deveni totuși mai stabil și capabil de a repara automat și „în zbor” unele erori. Oglindirea simplă poate crește viteza la citire, deoarece la fiecare moment dat sistemul poate accesa date diferite de pe cele două discuri, dar este mai încet la scriere dacă sistemul insistă ca ambele discuri să confirme înapoi corectitudinea datelor scrise. Formatul întrețesut este îndeosebi folosit pentru mărirea performanței, deoarece permite citirea secvențelor de date de pe mai multe discuri deodată. În mod obișnuit detectarea erorilor încetinește sistemul, deoarece datele sunt citite simultan din mai multe locuri diferite și apoi comparate între ele. De aceea la arhitectura RAID este importantă înțelegerea exactă a necesităților utilizatorului. Gamele de discuri moderne oferă posibilitatea de a alege și a schimba configurația RAID după dorință.
Sistemele RAID pot fi concepute să ruleze mai departe chiar și în caz de defectare completă a unui disc dur din RAID – discurile pot fi înlocuite „la cald” și datele recuperate automat, în timp ce sistemul rulează în continuare (eventual ceva mai lent, până la terminarea recuperării datelor). Prin comparație, sistemele de discuri normale trebuie oprite până când datele sunt recuperate. RAID este adeseori folosit la sistemele cu accesibilitate ridicată, unde este important ca sistemul să ruleze cât mai multă vreme cu putință.
RAID este în general folosit la servere, dar poate fi folosit și în cazul stațiilor de lucru (workstation). Așa de ex. când pe stația de lucru rulează aplicații cu stocare intensivă, ca de exemplu editări video și audio.

## Istoric
Norman Ken Ouchi de la IBM a obținut în 1978 patentil US nr. 4.092.732 intitulat „Sistem pentru recuperarea datelor stocate de pe unități de memorie”. Afirmațiile acestei licențe descriu ceea ce mai târziu va primi termenul de RAID 5 cu scrieri în fâșii pline. Aceasta licență din 1978 menționează oglindirea sau duplicitatea discurilor (mai târziu denumit RAID 1) și protecția datelor prin paritate dedicată (mai târziu denumit RAID 4) ca fiind inovative la aceea vreme.
Termenul de RAID a fost prima dată definit de către David A. Petterson, Garth A. Gibson și Randy Katz de la Universitatea din California în 1987. Ei au studiat posibilitatea utilizări a două sau mai multe unități ca unul singur pentru sistemul gazdă și au publicat o lucrare intitulată: „Un caz de matrice redundantă de discuri ieftine (RAID)” în iunie 1988 în cadrul conferinței SIGMOD. Ulterior cuvântul "ieftin" (inexpensive) a fost înlocuit cu cuvântul "independent".
Această specificație a condus la un număr de prototipuri numite „niveluri RAID” , sau combinații de discuri. Fiecare avea avantaje și dezavantaje teoretice. În decursul anilor au apărut diferite implementări ale conceptului RAID. Cele mai multe diferă de nivelul original de RAID, dar denumirile numerotate au rămas. Acest lucru poate să provoace confuzii, deoarece implementările RAID 5, de exemplu, pot diferi substanțial unele de altele. În plus, RAID 3 și RAID 4 sunt deseori confundate și chiar folosite greșit una în locul celeilalte.
Lucrarea celor numiți mai sus definește formal nivelele RAID de la 1 la 5 - în secțiunile 7 pînă la 11:
- „Primul nivel RAID: Discuri oglindite”
- „Nivelul doi RAID: Coduri Hamming pentru corectarea erorilor”
- „Nivel trei RAID: Un singur disc de verificare pe grup”
- „Nivelul patru RAID: Citiri și scrieri independente”
- „Nivelul cinci RAID: Date împărțite/paritate pentru toate discurile (concept fără disc unic de redundanță)”
- Nivelul șase RAID: Redundanță P+Q: aici matricea RAID necesită accesarea a șase discuri datorită necesității de a reînnoi ambele informații: ‘P’ și ‘Q’
- Nivelul zece RAID: "striped mirrors" (oglinzi întrețesute). Termenul este acum folosit pentru a exprima combinația dintre RAID 0 (întrețesut) și RAID 1 (oglindit).

Nivelurile RAID au fost recent standardizate de către SNIA.

## Trăsăturile sistemelor RAID
RAID combină discuri dure fizice într-o singură unitate logică, folosind o componentă hardware sau o aplicație software. Soluțiile hardware sunt proiectate cu scopul ca ele să se prezente calculatorului la care sunt atașate ca un singur disc dur, fără ca sistemul de operare (SO) să aibă nevoie să cunoască arhitectura reală. Soluțiile software sunt implementate în sistemul de operare, dar aplicațiile vor utiliza arhitectura RAID ca o singură unitate.
Scopul principal în folosirea arhitecturi RAID este mărirea siguranței datelor, importantă pentru protejarea informațiilor critice pentru afaceri, de exemplu bazele de date ale comenzilor date de clienți. Un alt scop poate fi mărirea vitezei de funcționare, de exemplu la sisteme care transmit programe TV „la cerere”, mai multor telespectatori.
Diferitele configurații afectează stabilitatea și performanța în mod diferit. O consecință negativă a folosirii mai multor discuri fizice este creșterea probabilității ca unul dintre ele să se strice, dar folosind funcții automate de detectare a erorilor, întreg sistemul poate deveni mai stabil și capabil de a supraviețui și chiar repara eventualele erori „în mers”. Oglindirea simplă poate mări viteza la citire, deoarece sistemul poate accesa simultan date diferite de pe discurile fizice diferite, dar sistemul RAID va fi mai încet la scriere dacă se insistă ca discurile dure să verifice și să confirme corectitudinea datelor scrise. Formatul întrețesut este folosit îndeosebi pentru mărirea performanței, deoarece permite citirea secvențelor de date de pe mai multe discuri dure simultan. În mod obișnuit detectarea erorilor încetinește sistemul deoarece datele se citesc din mai multe locații și apoi se compară. De aceea arhitecturile RAID sunt un compromis, iar o înțelegerea clară a necesităților sistemului este importantă. Companiile producătoare de memorii pe discuri moderne furnizează în general și facilități de selecție a configurațiilor RAID, conform dorinței clientului.
Sistemele RAID pot fi concepute să ruleze chiar și în caz de defectare parțială – discurile dure pot fi schimbate chiar „la cald” (hot swap), și datele pot fi recuperate automat „în mers”, în timp ce sistemul continuă să ruleze. Prin contrast, atâta vreme cât se lucrează la recuperarea datelor, sistemele tradiționale trebuie oprite. RAID este adeseori folosit la sistemele cu accesibilitate ridicată, unde este important ca sistemul să ruleze cât mai mult cu putință sau chiar fără întrerupere.
RAID este în general folosit la servere, dar poate fi folosit și în cazul stațiilor de lucru. Sisteme RAID mai pot fi folosite și la computerele cu stocare intensivă, ca cele folosite la editări video și audio.